# Hendrik I van Luxemburg
Hendrik I (964 - 27 februari 1026) was de oudste zoon van graaf Siegfried en Hedwig van Nordgau was. In 998 werd hij de opvolger van zijn vader als tweede graaf van Luxemburg. 
Zijn zuster Cunegonde was getrouwd met keizer Hendrik II de Heilige, die als Hendrik IV ook hertog van Beieren was. Deze had graag een residerende hertog in Beieren en zodoende benoemde hij zijn schoonbroer in 1004 tot hertog van Beieren (als Hendrik V). Na een conflict werd hij al in 1009 afgezet. Na voorspraak bij de koning door aartsbisschop Herbert van Keulen werd hij 1017 weer als Beierenhertog ingezet.
Na zijn dood werd hij in Luxemburg opgevolgd door zijn neef Hendrik II en in Beieren, waarnemend, door koning Koenraad II.